# دائرة ورقلة
دائرة ورقلة هي إحدى دوائر ولاية ورقلة الجزائرية، عاصمتها هي ورقلة. وتضم البلديات التالية:
- ورقلة
- الرويسات

## الشوارع
- نهج فلسطين